# Ruedi Külling
Ruedi Külling (* 4. Februar 1935 in Zürich; † 1. August 2025) war ein Schweizer Werbegrafiker, Werbeunternehmer, Designer und Plakatkünstler.

## Leben und Werk
Ruedi Külling besuchte von 1951 bis 1956 die Grafikfachklasse an der Kunstgewerbeschule Zürich. Parallel zur Ausbildung war er als Mitarbeiter beim Grafiker und Ausstellungsgestalter Gérard Miedinger tätig. Danach arbeitete er bis 1957 bei Franco Grignani in Mailand. Ab 1958 arbeitete er in der Werbeagentur von Victor N. Cohen und 1961/1962 als Art Director bei Mather & Crowther in London sowie bei Leo Burnett in Chicago.
Ab 1963 war Ruedi Külling als Creativ-Designer in der Werbeagentur Advico in Gockhausen tätig. 1965 war er Mitglied der Geschäftsleitung und ab 1976 Advico-Mitinhaber. Külling schuf für BIC einen Werbespot, in dem ein Kugelschreiber das Logo kritzelt. 1967 wurde dieser TV-Spot in Cannes mit Gold ausgezeichnet.
In der ersten Hälfte der 1970er-Jahre schuf er die bekannten Sinalco-Plakate, zudem das Riri-Plakat und die Werbung für den Kugelschreiber BIC, eine Ikone in der Plakatgeschichte. Ein zeitloser Klassiker ist auch das Design des Klebstoffs «Cementit». Küllings Plakate wurden mehrfach ausgezeichnet, u. a. mit dem Preis für das «Schweizer Plakat des Jahres».   
1989 gründete Ruedi Külling das Büro für Kommunikationsdesign, die «Külling Partner Identity» und 1996 zusammen mit Hanspeter Hanschick die überaus erfolgreiche «Xemex Swiss Watch».  
Külling war Mitglied in verschiedenen Fachverbänden, so u. a. ab 1968 in der Alliance Graphique Internationale (AGI). Für sein Schaffen erhielt er wiederholt renommierte Preise sowie nationale wie internationale Auszeichnungen. Seine Werke sind in den Sammlungen des Museum of Modern Art vertreten.